# Wołga (człon rakiety)
Wołga (Indeks GRAU 14S46),  141KS – blok przyspieszający rakiety wielostopniowej stosowany w rakietach rosyjskich, opracowany jako trzeci stopień dla rakiety Sojuz 2.1w. Stanowi rozwinięcie bloku przyspieszającego Ikar (stosowanego opcjonalnie w rakietach Sojuz-U), który z kolei był oparty na sprawdzonym module napędowym wykorzystywanym w satelitach szpiegowskich z rodziny Jantar. 
Według założeń projektowych Wołga miała wynosić na orbitę docelową na wysokości 1500 km n.p.m. ładunek o masie do 1400 kg, w trakcie misji trwającej do 24 godzin. W szczególności projektowana była na dostarczanie pojazdów na orbitę heliosynchroniczną 850 km n.p.m. przy startach z Bajkonuru lub Plesiecka. Człon Wołga zdolny jest do nawet 50 krotnego odpalenia w trakcie lotu i precyzyjnego umieszczenia ładunku na orbicie. Miał być czterokrotnie tańszy od bloku Fregat wykorzystywanego w wielu konfiguracjach rakiet z rodzin Sojuz (w tym opcjonalnie z Sojuz 2.1a i Sojuz 2.1b) i Zenit. Produkowany przez CSKB-Progress w Samarze.
Po raz pierwszy użyty podczas inauguracyjnego lotu Sojuza 2.1w 28 grudnia 2013 roku z kosmodromu w Plesiecku. 28 kwietnia 2016 roku jedyny raz został użyty w konfiguracji z Sojuzem 2.1a w celu wyniesienia trzech sztucznych satelitów, w tym teleskopu kosmicznego Michajło Łomonosow.